# Martin Jouret
Pour les articles homonymes, voir Jouret.
Martin Jouret né à Flobecq le 10 novembre 1796 et y décédé le 15 janvier 1878 est un homme politique belge wallon, membre du Parti libéral.

## Biographie

### Jeunesse
Martin nait dans le village de Flobecq.

### Formation et activités professionnelles
Il fait ses études de droit à l'université de Gant, où il obtient son doctorat.
En parallèle de son activité d'avocat, il est propriétaire terrien et à la base de la brasserie familiale.

## Politique

### Dynastie Jouret
La famille Jouret fut une riche famille de propriétaires terriens flobecquois. Entre le milieu du 19e siècle et la seconde moité du 20e siècle, cette dynastie domine à plusieurs reprises la vie politique régionale. Trois noms se sont illustrés politiquement chez les Jouret:
1. Martin Jouret, député libéral de l'arrondissement d'Ath (1848-1864) et bourgmestre de Flobecq de 1840 à 1842.
2. Paul-Henri Jouret (Flobecq, 1863 - Flobecq, 1935) député libéral de l'arrondissement d'Ath-Tournai et bourgmestre de Flobecq.
3. Georges Jouret (Flobecq, 1901 - Linz (Autriche), 1964), bourgmestre libéral de Flobecq de 1946 à 1964.

### Parcours politique
Martin Jouret est membre du Parti libéral.
Localement, Martin est échevin communal dès 1830. Il devient ensuite bourgmestre de Flobecq (1840-1842).
Au niveau national, il devient membre de la Chambre des représentants pour l'arrondissement d'Ath entre 1848 et 1864.